# Kernwaffentestgelände Lop Nor

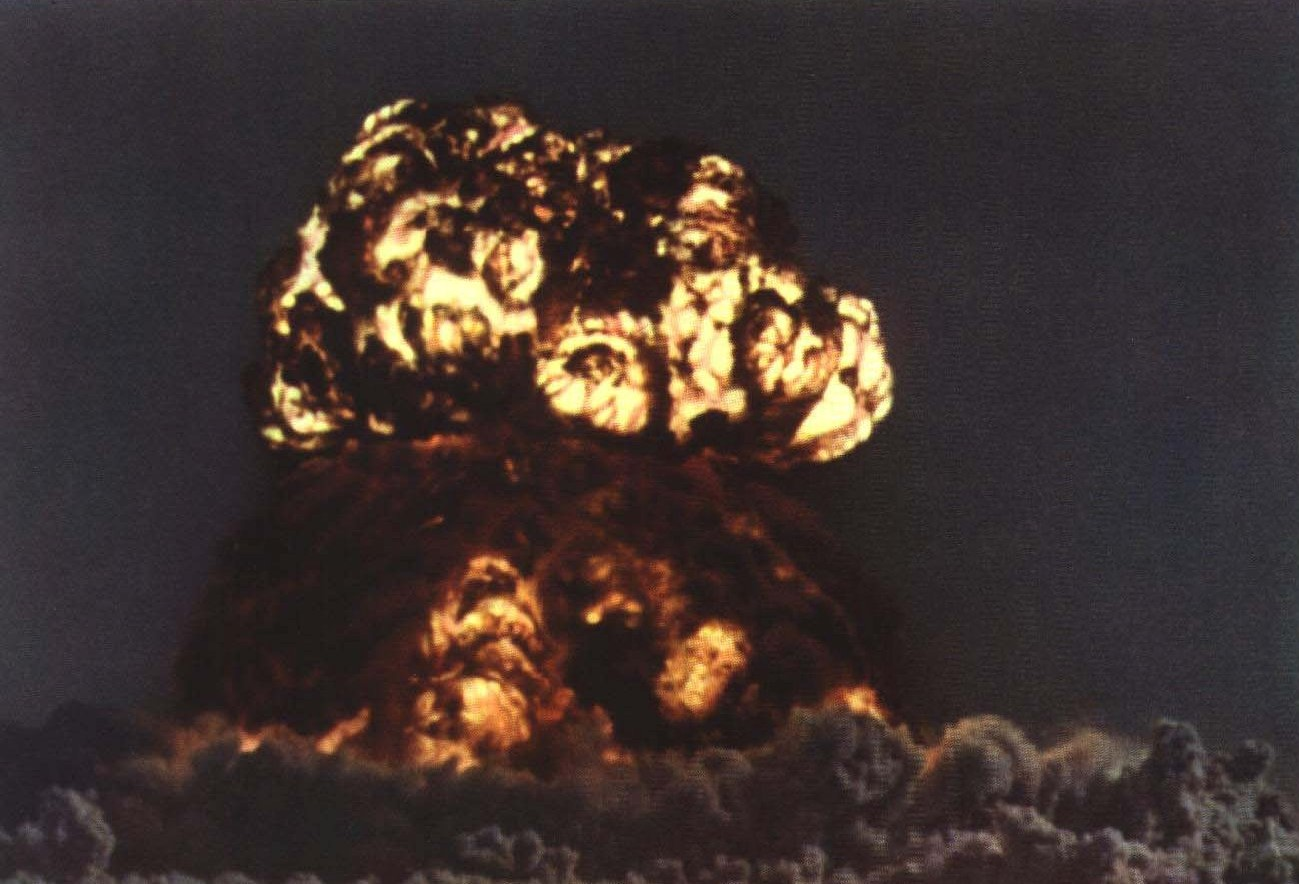
Detonation der ersten chinesischen Atombombe am 16. Oktober 1964

Das chinesische Kernwaffentestgelände Lop Nor (chinesisch 中國核試驗基地 / 中国核试验基地, Pinyin Zhōnggúo Héshìyàn Jīdì), auch bekannt als „21. Basis der chinesischen Volksbefreiungsarmee für Erprobung und Ausbildung“ (中国人民解放军第二十一试验训练基地), kurz „Basis Malan“ (马兰基地), liegt im Norden des Autonomen Bezirks Bayanghool der Mongolen, Provinz Xinjiang, etwa 250 km nordwestlich des ausgetrockneten Salzsees Lop Nor. Dort wurden zwischen 1964 und 1996 insgesamt 45 oberirdische (zuletzt am 16. Oktober 1980) und unterirdische Kernwaffentests durchgeführt. Heute ist dort die Einheit 63650 der Volksbefreiungsarmee (中国人民解放军63650部队) stationiert.

## Geschichte

### Standortsuche
Bereits vor der Gründung der Volksrepublik China hatte man beim Zentralkomitee der Kommunistischen Partei Chinas Interesse an der Kernforschung. Der Kernphysiker Qian Sanqiang wurde im Februar 1949 beauftragt, als Mitglied der Delegation der befreiten Gebiete zum Weltfriedenskongress in Paris zu reisen und dort mit für diesen Zweck zur Verfügung gestellten 50.000 US-Dollar entsprechende Messgeräte und Informationsmaterial zu kaufen. Diese Bemühungen wurden von Qians altem Doktorvater Frédéric Joliot-Curie unterstützt, der Ankauf und Versand organisierte.

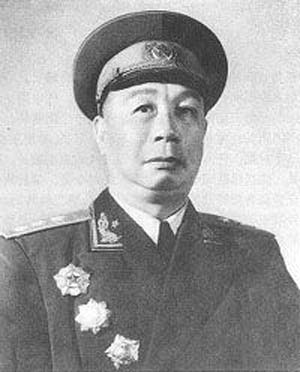
Chen Shiju, 1955

Nachdem der amerikanische Präsident Harry S. Truman am 30. November 1950 auf einer Pressekonferenz im Rahmen des Koreakriegs mit dem Einsatz von Kernwaffen gegen die Volksrepublik China gedroht hatte,
beschloss das Zentralkomitee formell, ebenfalls Kernwaffen zu entwickeln.
In die Praxis umgesetzt werden konnte dies jedoch erst, nachdem Vizepremier Nie Rongzhen am 15. Oktober 1957 in Moskau das  „Übereinkommen zwischen der Chinesischen Regierung und der Regierung der Sowjetunion über die Herstellung neuartiger Waffen und militärischer Ausrüstung sowie den Aufbau einer umfassenden Atomindustrie in China“ unterzeichnet hatte. Auf der Basis dieses Übereinkommens kamen rund 1400 sowjetische Berater nach China, darunter 111 Atomexperten, 43 auf den Abbau von Uran spezialisierte Geologen und 340 Militärberater.
Unter anderem benötigte man nun ein Kernwaffentestgelände. Nachdem die Zentrale Militärkommission den entsprechenden Beschluss gefasst hatte, wurde im Verteidigungsministerium eine aus sechs Offizieren unter der Leitung von General Chen Shiju (陈士榘, 1909–1995), dem Kommandeur der Heerespioniere (中国人民解放军工程兵), bestehende Standortauswahlkommission gebildet.
Ab Anfang September 1958 machte man sich zusammen mit vier sowjetischen Experten unter der Leitung von A. P. Andrejew auf die Suche nach einem geeigneten Standort. Aus mehreren Möglichkeiten in Nordwestchina einigte man sich zunächst auf ein Wüstenareal in der Provinz Gansu, 100 km westlich von Dunhuang. Bereits Anfang August 1958 war Großoberst Zhang Yunyu (张蕴钰, 1917–2008), seinerzeit Kommandant der mandschurischen Militärbasis Lüda (heute Dalian), zum Kommandanten des zu errichtenden Testgeländes ernannt worden. Anfang September 1958 hatte man unter der Tarnbezeichnung „Einheit 0673“ (0673部队) eine Brigade der Volksbefreiungsarmee unter dem Kommando von Zhang Zhishan (张志善) aufgestellt, bis dahin stellvertretender Direktor der nun nach Qinghai verlegten Infanterieschule Shangqiu (商丘步校), die zunächst Bodenuntersuchungen durchführte und geologische Karten anfertigte. Zhang Zhishan wurde gleichzeitig zum stellvertretenden Kommandanten des zukünftigen Testgeländes ernannt. Am 2. Oktober 1958 kam Zhang Yunyu in Dunhuang an, fand aber, dass der ins Auge gefasste Standort aufgrund der Wasserknappheit und der relativen Nähe zur Stadt nicht geeignet wäre. Nach den Berechnungen der sowjetischen Berater hätte man dort nur Atombomben von bis zu 20 kT testen können, während die USA auf dem Bikini-Atoll am 1. März 1954 bereits eine Wasserstoffbombe mit 15 MT Sprengkraft gezündet hatten.
Zhang Yunyu reiste zurück nach Peking und teilte seine Bedenken mit. Er erhielt die Genehmigung, einen anderen Standort zu suchen. Der westlichste der ursprünglich von Chen Shiju und seinen Kollegen ins Auge gefassten Standorte lag in der Provinz Xinjiang, etwa 200 km nordwestlich des Salzsees Lop Nor. Ende Dezember 1958 inspizierte Zhang Yunyu die Gegend, wo es dank Bergbächen durchaus Wasser gab. Er befand den Ort für geeignet, und Ende Januar 1959 zeigte er ihn Vertretern des Verteidigungsministeriums vom Flugzeug aus. Das Zentrum des zwischen dem Fluss Konqi und dem 60 km nördlich gelegenen Gebirge Kuruk Tagh gelegenen Geländes lag bei 89° 50' östlicher Länge und 41° 50' nördlicher Breite auf einer Höhe von etwa 1000 m über dem Meeresspiegel. Der Wind wehte meist aus westlichen Richtungen, und bis zum 420 km leewärts liegenden Dunhuang gab es keinerlei menschliche Besiedlung, weder Äcker noch Weideland. Tikenlik, das nächstgelegene Dorf (heute eine Großgemeinde), lag 120 km südwestlich des Geländes.
Anfang Februar 1959 reichten Chen Shiju, Zhang Yunyu und Generalleutnant Wan Yi (万毅, 1907–1997), der seit Mai 1958 im Verteidigungsministerium für die Entwicklung der eigentlichen Atombombe zuständig war, bei Verteidigungsminister Peng Dehuai einen Bericht ein, in dem sie empfahlen, das Testgelände an dem Standort nordwestlich des Lop Nor einzurichten. Am 13. März 1959 wurde der Vorschlag gebilligt. Am 25. März 1959 wurde der Militärbezirk Xinjiang (新疆军区, entspricht etwa einem deutschen Wehrkreis) verständigt, dass die Einheit 0673 in die Provinz verlegt würde, um dort ein spezielles Bauprojekt durchzuführen; logistische Unterstützung war vom Militärbezirk zu organisieren, Geheimhaltung war zu wahren.

### Aufbauphase
Von Ende März bis April 1959 rückte die Brigade in Xinjiang ein, der Stab bezog auf einem aufgegebenen Bauernhof der 2. Division des Xinjiang Produktions- und Aufbau-Korps auf dem Gebiet der Volkskommune Uxatal (heute eine Gemeinde) im Kreis Hoxud Quartier.
Als Ort für die zu errichtende Kaserne bestimmten Zhang Yunyu und Zhang Zhishan ein Areal im Süden der Volkskommune, knapp 20 km nördlich des Bosten-Sees und 125 km westlich des Testgeländes.
Da dort die Indische Aster (Kalimeris indica, chin. 马兰 bzw. Malan) vorkam, wurde das Gelände von den Einheimischen „Asternstrand“ genannt. Anfang Juni 1959 war die Kaserne – zunächst nicht mehr als ein Feldlager – bezugsfertig. Nach der örtlichen Bezeichnung wurde sie „Asterndorf“ bzw. „Dorf Malan“ (马兰村) genannt. Am 13. Juni 1959 ordnete der Generalstab der Volksbefreiungsarmee an, dass das Gelände  im internen Dienstgebrauch „21. Ausbildungsbasis der chinesischen Volksbefreiungsarmee“ (中国人民解放军第二十一训练基地) zu nennen sei. Da dort reichlich Grundwasser vorhanden war, konnten auf dem Stützpunkt bis zu 50.000 Menschen leben. Im Laufe des Jahres 1959 kamen zunächst immer mehr Soldaten, ab 1960 auch Familienangehörige – der Schulunterricht für die Kinder fand in mit Tamariskenzweigen abgedeckten Gruben statt.
Anfang der 1960er Jahre wurde die Basis immer weiter ausgebaut. Man errichtete ein Wasserwerk, eine Maschinenwerkstatt, ein Kraftwerk und eine Traktorenreparaturwerkstatt, dazu Unterkünfte für das Verwaltungspersonal, ein Gästehaus, einen Festsaal und einen Kindergarten. Wasserreservoirs und Felder für die Selbstversorgung des Standorts wurden angelegt, das Gelände begrünt und eine Telefonleitung vom Testgelände über Ürümqi zur 20. Ausbildungsbasis der chinesischen Volksbefreiungsarmee gelegt, dem heutigen Kosmodrom Jiuquan, von wo aus Raketen Atomsprengköpfe zum Testgelände tragen sollten. Außerdem wurden zahlreiche meteorologische Beobachtungsstationen eingerichtet. Vier Pionierregimenter, ein Kraftwagen-Transport-Regiment und ein ABC-Abwehrregiment wurden nach Malan verlegt. Ende 1962 wurde das nach der Nummer der Basis benannte „21. Forschungsinstitut der Kommission für Wehrtechnik der Volksbefreiungsarmee“ unter der Leitung von Zhang Chao (张超, * 1930) gegründet. Dort hielten ein dutzend Professoren wie zum Beispiel der Kernphysiker Cheng Kaijia von der Universität Nanjing für gut 300 in die Volksbefreiungsarmee aufgenommene Studenten Postgraduiertenkurse in Kernwaffentechnik ab.
Die Studenten kamen von der Militärakademie der chinesischen Volksbefreiungsarmee für Ingenieurwissenschaften in Harbin, wo im August 1961 aus dem Institut für Kerntechnik der Fakultät für Raketentechnik eine eigenständige Fakultät für Kerntechnik (原子工程系) gebildet worden war, die ihrerseits aus den Instituten für Kernwaffen (核武器科), Strahlungsmessung (核辐射测试科) und Kernenergie (核动力科) bestand. Der Lehrplan wurde nach Empfehlungen des am 13. Juli 1958 gegründeten Instituts für Kernwaffenforschung des Zweiten Ministeriums für Maschinenbauindustrie (第二机械工业部核武器研究所, auch bekannt als „9. Forschungsinstitut“ bzw. 第九研究所) gestaltet,
das am 11. Februar 1958 aus dem Dritten Ministerium für Maschinenbauindustrie hervorgegangen und seitdem für die chinesische Atomindustrie zuständig war.

### Atomtests

#### Oberirdische Tests
Am 3. Januar 1962 hatte das Zweite Ministerium für Maschinenbauindustrie dem Zentralkomitee der Kommunistischen Partei Chinas gemeldet, dass man 1964 oder in der ersten Jahreshälfte 1965 den ersten Kernwaffentest durchführen könnte. Dieser Vorschlag wurde von Mao Zedong mit einem auf den Bericht geschriebenen Vermerk gebilligt: „Sehr gut! So machen wir’s.“ (很好！照办。) Auf Anweisung der Kommission für Wehrtechnik machten 45 Studenten der Fakultät für Kerntechnik Anfang April 1963 vorzeitig ihren Abschluss, 38 von ihnen wurden dem Forschungsinstitut 21 zugeteilt. Im Sommer 1963 folgten mehr als 100 weitere Absolventen aus der Fakultät.
Das Forschungsinstitut 21 hielt auch für die Soldaten auf der Basis Kurse ab, um sie mit der Theorie der Kernwaffen, der Bedienung der Messgeräte und den zu ergreifenden Schutzmaßnahmen vertraut zu machen. Letzteres war nicht einfach. Im Sommer herrschten auf dem schattenlosen Testgelände sehr hohe Temperaturen. Die Schutzanzüge der Soldaten waren zwar weiß, um das Sonnenlicht besser zu reflektieren, aber wenn sie darin zwei Stunden lang übten, hatten sich am Ende dennoch mehrere Liter Schweiß in den Gummistiefeln angesammelt. Man musste darauf achten, den umgehängten Filter der Gasmaske aus dem Wind herauszuhalten, da er sonst vom feinen Staub verstopft wurde.

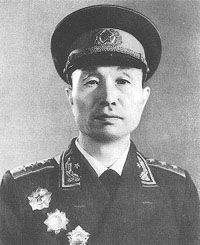
Zhang Aiping, 1955

Im September 1959 war General Zhang Aiping, seit September 1954 stellvertretender Chef des Generalstabs, als Nachfolger von Wan Yi, der im Zusammenhang mit der Konferenz von Lushan abgesetzt worden war, zum stellvertretenden Vorsitzenden der Kommission für Wehrtechnik der Volksbefreiungsarmee ernannt worden und hatte von seinem Vorgänger auch die Verantwortung für die Kernwaffenentwicklung übernommen. Die Entwicklung einer Atombombe, wegen der Aufkündigung des Kooperationsabkommens von 1957 durch die Sowjetunion am 20. Juni 1959 intern „Projekt 596“ (596工程) genannt,
war damals in der Kommunistischen Partei Chinas nicht unumstritten, aber Feldmarschall Lin Biao, der am 17. September 1959 die Nachfolge von Peng Dehuai als Verteidigungsminister angetreten hatte, welcher ebenfalls im Zusammenhang mit der Konferenz von Lushan abgesetzt worden war, hielt an dem Projekt fest. Zhang Aiping, der den Atomwaffengegnern nicht von vornherein ablehnend gegenüberstand,
nahm seine Aufgabe dennoch ernst. Im Juni 1964 kam er persönlich auf die Basis, um den Fortgang der Arbeiten zu inspizieren, dann wieder im August. Zu diesem Zeitpunkt war der 102 m hohe Gittermast,  auf dem die Bombe platziert werden sollte, bereits fertiggestellt. 19 km davon entfernt befand sich der Kommandostand, von wo aus die Zündung stattfinden sollte; die Kabel für Zündung und Telemetrie führten unter der Erde zum Detonationsgebiet. Am 23. September 1964 erstattete Zhang Aiping Premierminister Zhou Enlai Bericht. Mao Zedong genehmigte die Durchführung des Tests im Oktober/November – die USA waren am 4. August 1964 in den Vietnamkrieg eingetreten – und am 27. September 1964 kam Zhang Aiping wieder nach Malan. Er blieb bis zur erfolgreichen Durchführung des Tests.
Anfang Oktober 1964 wurden die Komponenten der Atombombe von der Fabrik 221 in Qinghai nach Malan transportiert, dann in einem unterirdischen Montageraum 150 m vom Gittermast zusammengesetzt. Am 14. Oktober 1964 um 19 Uhr Ortszeit wurde die 1550 kg schwere Bombe, intern „Fräulein Qiu“ (邱小姐) genannt, ein Wortspiel mit dem fast gleich ausgesprochenen qiú bzw. 球 („Kugel“), oben auf dem Mast befestigt. In den vergangenen fünf Jahren hatte man ununterbrochen meteorologische Daten gesammelt. Für optimale Filmaufnahmen während des Tests war ein wolkenloser Himmel nötig – dann betrug die Sichtweite in der Wüste Gobi mehr als 50 km. Da sich das technische Personal im Westen des Geländes aufhielt, sollte der Wind in Höhen unter 500 m aus westlichen Richtungen wehen. Für die Höhenwinde ab 3000 m war Südwestwind gefordert, damit der radioaktive Niederschlag nicht über Peking niederging. Hohe Windgeschwindigkeiten halfen bei der Verteilung – also Ausdünnung – des radioaktiven Staubs, ebenso wie die Abwesenheit von Regen, der den Staub konzentriert an einem Ort aus der Atmosphäre gewaschen hätte.

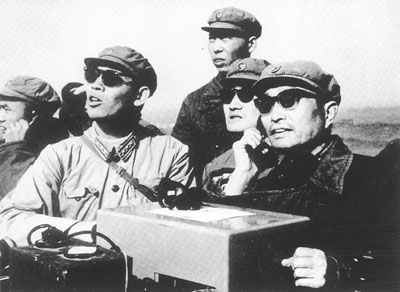
Zhang Aiping meldet den erfolgreichen Test

Am 16. Oktober 1964 waren die Bedingungen optimal. Um 06:30 Ortszeit begann man unter der Aufsicht von Zhang Yunyu, der den Schlüssel zum Kommandostand mit auf den Masten genommen hatte, um eine versehentliche Zündung zu verhindern, die Sprengzünder an der Bombe zu installieren. Um 10:30 Uhr war man damit fertig. Der Rest des Personals hatte bereits vor 10 Uhr den Sprengbereich geräumt. Um 14:30 Uhr gab Zhang Aiping den Befehl, mit dem Test zu beginnen. Leutnant Han Yunti (韩云梯, * 1935), der die entsprechenden Geräte persönlich von Qinghai zum Testgelände gebracht hatte, löste in zwei Schritten die Zündung aus.
Drei Sekunden nachdem der am Ende automatische Countdown um 15 Uhr (07:00 Uhr UTC) die Bombe gezündet hatte, zeigte sich ein helles Leuchten, die typische Pilzwolke entwickelte sich und hatte nach sieben Minuten eine Höhe von 7000–8000 m erreicht. Zhang Aiping meldete Zhou Enlai und Nie Rongzhen telefonisch, dass der Atomtest geglückt sei.
Rund um das Testgelände waren 1129 Messgeräte aufgebaut, die Druckwelle, Lichtstärke und radioaktive Strahlung der Atombombe maßen, die eine Sprengkraft von 22 kT besaß. Außerdem wurden unmittelbar nach der Explosion mittels von Kanonen abgefeuerten und an Fallschirmen herabsinkenden Geräten und von über das Gebiet fliegenden Flugzeugen Proben radioaktiven Staubs gesammelt.
Zehn Studenten, die in einem 1,5 m tiefen Schützengraben 60 km vom Ort der Explosion gewartet hatten, nahmen am Boden Proben, um zu bestätigen, dass bei der aus reinem 235U bestehenden Bombe tatsächlich eine Kernspaltung stattgefunden hatte.
Bei dem Atomtest vom 16. Oktober 1964 handelte es sich noch um einen Versuch mit langer Vorbereitungszeit. Sieben Monate später, am 14. Mai 1965, warf ein Langstreckenbomber vom Typ Xian H-6 eine einsatzfähige Variante der Bombe mit einer Sprengkraft von 35 kT ab, die in einer Höhe von 500 m über dem Boden detonierte. Am 9. Mai 1966 warf eine H-6 eine Bombe ab, die aus 235U und etwas 6Li bestand, einem Fusionssprengstoff, der die Wirkung der Bombe stark verbesserte – bei diesem Test wurde eine Sprengkraft von rund 250 kT erreicht.
Ab 1959 hatte das  1. Zweiginstitut des 5. Forschungsinstituts des Verteidigungsministeriums (die heutige Akademie für Trägerraketentechnologie) an einer von der sowjetischen R-12 inspirierten Mittelstreckenrakete gearbeitet, der Dongfeng 2 und ihrer Nachfolgerin, der Dongfeng 2A.
Letztere konnte eine Nutzlast von 1,5 t über eine Strecke von 1250 km tragen, also zum Beispiel einen Atomsprengkopf nach Japan. Dies wurde am 27. Oktober 1966 erprobt, als eine auf dem Kosmodrom Jiuquan gestartete DF-2A einen 1290 kg schweren Gefechtskopf mit einer Sprengkraft von 12 kT gut 800 km zum Testgelände trug, wo er ordnungsgemäß in einer Höhe von 569 m über dem Boden detonierte.
Parallel zur Atombombe hatten die Kernphysiker des 9. Forschungsinstituts unter der Leitung von Yu Min (于敏, 1926–2019) ab Dezember 1960 an den theoretischen Grundlagen der Wasserstoffbombe gearbeitet. Nach dem ersten erfolgreichen Atomtest 1964 wurden am Institut eine Reihe von Forschern von der Arbeit an den Atombomben abgezogen, um sich ebenfalls mit der Wasserstoffbombe zu befassen. Anfang 1965 wurden die beiden Gruppen vereinigt, Ende 1965 waren die theoretischen Fragen mithilfe des Großrechners J-501 der Chinesischen Akademie der Wissenschaften gelöst.
Ein erster Versuch mit einer Uran/Lithium-Bombe von 300 kT Sprengkraft fand trotz Kulturrevolution am 28. Dezember 1966 statt, wieder auf einem 102 m hohen Gittermasten. Am 17. Juni 1967, nur 32 Monate nach der ersten Atombombe, warf eine H-6 über dem Testgelände eine nach dem Teller-Ulam-Prinzip arbeitende Wasserstoffbombe ab, die an einem Fallschirm bis auf 2960 m herabschwebte – was dem Flugzeug Gelegenheit gab, sich zu entfernen – und um 08:19 Uhr Ortszeit mit einer Sprengkraft  von 3,3 MT detonierte.

#### Unterirdische Tests
Nach der Wasserstoffbombe folgten bis zum 16. Oktober 1980 noch 17 oberirdische Atomtests. Bereits Anfang 1964, also noch vor dem allerersten Test, hatte die Kommission für Wehrtechnik der Volksbefreiungsarmee jedoch das Institut für Geologie der Chinesischen Akademie der Wissenschaften beauftragt, für unterirdische Atomtests geeignete Orte zu finden. Institutsleiter Hou Defeng (侯德封, 1900–1980) betraute Ouyang Ziyuan, der an der  Chinesischen Universität für Wissenschaft und Technik in Hefei Kernphysik studiert hatte, mit dieser Aufgabe. Zusammen mit fünf weiteren Experten des Instituts bildete Ouyang die sogenannte „Gruppe 219“ (219小组), die bald darauf nach Xinjiang reiste. In Malan war Cheng Kaijia für die Betreuung der Gruppe zuständig. Er stellte den Geologen drei Bedingungen:
1. Berggipfel durften von einer unterirdischen Detonation nicht weggesprengt werden
2. Die Druckwelle durfte aus dem Stollen nicht entweichen
3. Es durfte kein radioaktives Material freigesetzt werden, weder durch Risse im Berg, noch vom Grundwasser davongetragen; der Konqi durfte nicht kontaminiert werden

Insbesondere Letzteres stellte ein Problem dar. Der Kuruk Tagh bestand aus Kalkstein, was für unterirdische Atomwaffentests denkbar ungeeignet war. Während die USA ihre Tests seit 1957 in Silikatgestein durchführten, das bei der Detonation zu Glas verschmolz und so das radioaktive Material versiegelte, würde der Kalkstein des Kuruk Tagh einfach zu Calciumoxid gebrannt, also Baustellenkalk, der von eindringendem Wasser sofort aufgelöst würde. Die Gruppe 219 erkundete abgelegene Täler, nahm Gesteinsproben und fertigte detaillierte Landkarten an. Experimente wurden durchgeführt, bei denen die physikalisch-chemischen Vorgänge bei einem unterirdischen Atomtest simuliert wurden.
Schließlich fand man bei Qingghar, ganz im Osten des Testgeländes, auf einer Höhe von 1532 m über dem Meeresspiegel einen Ort, wo es keine unterirdischen Wasserströme gab. In einem Berg, der sich 500 m über die Ebene erhob, dem sogenannten „Südberg“ (南山), legte man einen mehrere hundert Meter langen Tunnel an und deponierte darin eine Atombombe mit 19,2 kT Sprengkraft. Am 23. September 1969 um 00:15 Uhr Ortszeit (22. September 16:15 Uhr UTC) wurde die Bombe vom einige Dutzend Kilometer entfernten Kontrollstand aus gezündet. Die Erde bebte zwar heftig, es waren jedoch mit bloßem Auge keine entweichenden Rauchwolken oder Ähnliches zu erkennen.
Ein Jahr nach dem Test bohrten die Pioniere von oben aus senkrecht zum Zentrum der Explosion hinunter, um Bodenproben zu nehmen. Ein weiteres Jahr später, 1971, wurde schließlich der horizontale Tunnel wieder freigegraben. Als Cheng Kaijia, Ouyang Ziyuan und die anderen Wissenschaftler mit ABC-Schutzanzügen hineingingen, mussten sie feststellen, dass die Hitze von der Kernexplosion nach zwei Jahren immer noch nicht abgeklungen war – in der Höhle, die sich am Ende des Tunnels gebildet hatte, lag die Temperatur bei über 40 °C. Soldaten, die nur einen einfachen Mund-Nasen-Schutz trugen, konnten einen stechenden Geruch wahrnehmen. Es hatten sich durch die Explosion zwar Risse im Fels gebildet, diese waren jedoch von geschmolzenem, an den Wänden herablaufendem Gestein wieder verschlossen worden.
Cheng Kaijia fand dennoch, dass der Südberg für unterirdische Kernwaffentests nicht ideal war. Daher begann man 1972 den Nordberg (北山) von Qingghar zu erkunden. Hierbei handelte es sich um einen Granithügel, wo ein Tunnel zwar schwierig zu graben war, bei dem das radioaktive Material aber von durch die Hitze gebildetem Glas eingeschlossen werden würde und somit nach einem Test leichter Proben genommen werden könnten. Die Soldaten, angeführt von Cheng Kaijia, kletterten einen Monat lang überall auf dem sehr steilen Hügel herum, um sicherzugehen, dass es keine Spalten im Fels gab. Dann begann man einen Tunnel zu bohren. Der erste Test mit einer kleinen Atombombe von 2,5 kT Sprengkraft am 27. Oktober 1975 verlief erfolgreich, und von da an wurden alle Tunneltests im Nordberg durchgeführt.

### Endphase
1975 war das Testgelände zwar in „21. Basis der chinesischen Volksbefreiungsarmee für Erprobung und Ausbildung“ umbenannt worden, aber wenige Jahre später wurde die Erprobung von Kernwaffen zurückgefahren. Am 16. Oktober 1980 fand mit einem Sprengkopf von 1 MT der letzte oberirdische Atomtest statt, und im Frühjahr 1986 erklärte die chinesische Regierung offiziell, dass von nun an keine oberirdischen Atomtests mehr durchgeführt würden. Am 16. Oktober 1986 wurde am Bodennullpunkt des ersten Atomtests von 1964 eine Gedenkstele aufgestellt.
Der letzte unterirdische Atomtest fand am 29. Juli 1996 statt, und am 24. September 1996 unterzeichnete China den Kernwaffenteststopp-Vertrag.
Damit wurde nach insgesamt 45 ober- und unterirdischen Versuchen der Betrieb bis auf weiteres eingestellt (China hat den Vertrag Stand 2021 noch nicht ratifiziert).

## Gegenwärtige Nutzung
Nach der Unterzeichnung des Kernwaffenteststopp-Vertrags wurden in Malan drei nationale Schwerpunktlabors eingerichtet, wo nicht nur die Optimierung von Kernwaffen mittels Computermodellen durchgeführt wird,
sondern man sich auch mit der Dekontamination des Testgeländes befasst.
2011 genehmigte die Staatliche Kommission für Entwicklung und Reform einen Antrag der Kreisregierung von Hoxud, einen Teil der Basis für den Revolutionstourismus zu öffnen. Im Oktober 2012 war dann Baubeginn für das von der Parteileitung Bayanghool, Parteileitung und Kreisregierung Hoxud und der Tsinghua-Universität gemeinsam konzipierte Militärische Freilichtmuseum Malan (马兰军博园). Es wurden insgesamt mehr als 6 Millionen Yuan investiert. Besichtigt werden können das Wohngebäude der 29 Wissenschaftler im Rang von Generalen (科技将军), ehemalige Werkstätten und ein 300 m langer Luftschutzstollen, in dem sich einst die Kommandozentrale befand.
Am Stadtrand von Uxatal liegt der Märtyrerfriedhof Malan (马兰烈士陵园), wo mehr als 400 Wissenschaftler und Soldaten (darunter 28 Generale) begraben sind,
so zum Beispiel Cheng Kaijia und Zhang Yunyu.
Während letztere ein hohes Alter erreichten, finden sich unter den dort Begrabenen auch zahlreiche Männer und Frauen, die bei den oberirdischen Atomtests in jugendlichem Enthusiasmus die Sicherheitsmaßnahmen vernachlässigt hatten und eines frühen Todes gestorben waren.
2016 baute die Strategische Kampfunterstützungstruppe der Volksrepublik China, der die Basis seit dem 1. Januar 2016 untersteht, bei Qingghar eine 5 km lange, um 45° zum Äquator geneigte Landebahn, auf der in Zukunft der bei der Chinesischen Akademie für Trägerraketentechnologie in Entwicklung befindliche, für die Versorgung der Chinesischen Raumstation (Bahnneigung 42°) vorgesehene Raumgleiter ohne große Flugmanöver landen kann. Dies gelang mit einem verkleinerten Testflugkörper erstmals am 6. September 2020. Seit 2019 wird das Testgelände ausgebaut, modernisiert und es wird ein riesiges unterirdisches Labor zur Erforschung von Atommüll-Endlagerung gebaut. Der amerikanische Geheimdienst vermutet, das die Anlage zusätzlich auch für zukünftige Atomtest bis Ende 2024 ausgebaut wird.

## Verkehrsanbindung
Die Nationalstraße 314 führt nördlich an Uxatal vorbei. Über eine Autobahnabfahrt 9 km östlich der Gemeinde ist die Basis Malan mit der Provinzhauptstadt Ürümqi und – über den Kunjirap-Pass – mit Pakistan verbunden. Qingghar ist nach Westen über das Pistennetz des Testgeländes mit dem 125 km entfernten Malan verbunden, und in Richtung Norden über eine kleine Straße mit der rund 100 km entfernten Großgemeinde Kümüx, Kreis Toksun, an der Nationalstraße 314.